# Orde van de Heilige Prins Lazarus
De Orde van de Heilige Prins Lazarus, (Servisch: Орден светога Кнеза Лазара, Orden Svetoga Kneza Lazara) werd op 28 juni 1889 bij wet ingesteld. Als ordestichter en eerste Grootmeester kan Koning Alexander I van Servië gelden.
De orde is uitzonderlijk omdat er nooit meer dan twee leden waren; de Servische, later Joegoslavische, koning en de kroonprins.
Op 28 juni 1889 herdachten de Serviërs de Slag op het Merelveld, vijf eeuwen eerder. In deze slag sneuvelde de Servische koning Lazarus of Lazar en het land werd vervolgens door Turken bezet. Aan hun vaak bloedige onderdrukking kwam pas in de 19e eeuw een einde.

De heilig verklaarde prins Lazarus uit het Huis Hrebeljanovic voerde de door de Turken verslagen Serven aan. Over de dood van de Turkse en Servische legeraanvoerders doen een aantal legenden de ronde maar zeker is dat beiden op het Merelveld het leven lieten. De krijgsgevangengenomen prins Lazarus sneuvelde en werd volgens andere lezingen na de nederlaag onthoofd. Tijdens deze executie die volgens een van de legenden voor de ogen van de Turkse Sultan Murat I plaatsvond slaagde volgens de overlevering de zogenaamd overgelopen Serf Milos Obilic erin om de Sultan te doden.
De Orthodoxe Kerk verklaarde Lazarus heilig als de "Heilige Martelaar en Tsaar Lazar".
Het enige versiersel van de Orde van Sint Lazarus is een kostbare gouden keten met als pendant een grillig vormgegeven kruis. Deze door Mihailo Valtrovic ontworpen en door de Duitse juweliersfirma Nicolaus und Dunker in Hannau gesmede versierselen zijn met robijnen, saffieren, smaragden, diamanten en parels bezet en fraai geëmailleerd.

De stijl is archaïsch en doet aan middeleeuwse sacrale objecten uit de Grieks-Orthodoxe kerk en aan Byzantijns emaillewerk denken.

## Dragers van de keten tot op heden (2007)

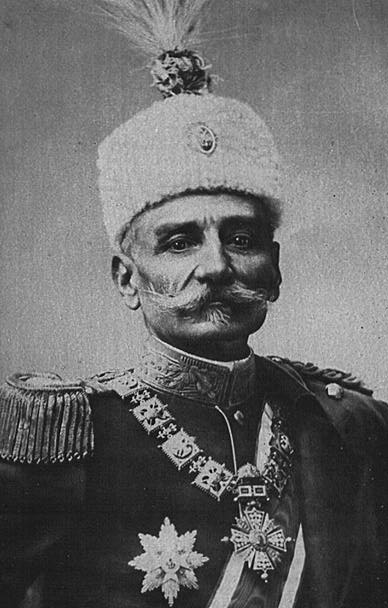
Peter I van Servië met de keten

- Alexander I uit het Huis Obrenović
- Peter I uit het Huis Karađorđević
- Kroonprins Djordje[4])
- Kroonprins, later Koning Alexander I van Joegoslavië
- Peter II van Joegoslavië
- Prins, later titulair Koning Alexander II[5]
- Titulair kroonprins Peter van Joegoslavië, sinds zijn 18e verjaardag op 5 februari 1998[6]

De Joegoslavische troonpretendent, hij noemt zich geen koning, heeft de keten in zijn wapenschild opgenomen. De keten hangt rond het schild.

## Voetnoten
1. ↑  Na zijn achttiende verjaardag en meerderjarigheid.
2. ↑  Postuum werd hij koning (Tsaar) genoemd en als zodanig heilig verklaard. Men kan deze heerser over Raška en delen van Kosovo ook als "Prins" aanduiden.
3. ↑  We weten zeker dat Murat die dag het leven liet maar de precieze omstandigheden zijn duister.
4. ↑  Van 1903 tot 1908 was George kroonprins. In 1908 werd hij omdat hij in een aanval van blinde woede een bediende had doodgeschopt van zijn rechten op de troon vervallen verklaard. Hij stierf in 1972.
5. ↑  Hij vermeldt de Orde van de Heilige Prins Lazarus in het aan hem gewijde artikel in de Almanach de Gotha.
6. ↑  Volgens de website van het Joegoslavisch Koninklijk Huis.

Orde van de Heilige Prins Lazarus · Orde van de Ster van Karageorge · Orde van Milos de Grote · Orde van de Witte Adelaar · Orde van het Kruis van Takawo · Orde van Sint-Sava · Orde van de Joegoslavische Kroon · Onderscheiding van Prinses Nathalie · Onderscheiding van Koningin Nathalie
Zie ook: Ridderorden in Servië · Ridderorden in Joegoslavië